# Leucorrhinia circassica
Leucorrhinia circassica är en trollsländeart som beskrevs av Aleksandr Nikolaevich Bartenev 1929. Leucorrhinia circassica ingår i släktet kärrtrollsländor, och familjen segeltrollsländor. IUCN kategoriserar arten globalt som otillräckligt studerad. Inga underarter finns listade i Catalogue of Life.